# 鉤樟冠網蝽
鉤樟冠網蝽（学名：Stephanitis ambigua）为網蝽科冠網蝽屬下的一个种。